# Iruya
Iruya è un villaggio della provincia di Salta, nell'Argentina nord-occidentale, capoluogo del dipartimento omonimo.

## Geografia
Iruya sorge all'interno della regione andina, lungo le sponde del fiume omonimo. La cittadina è situata a 317 km a nord dal capoluogo provinciale Salta.

## Storia
Iruya fu fondata ufficialmente nel 1753, tuttavia i primi insediamenti nella zona risalgono ad un secolo prima. 

## Monumenti e luoghi d'interesse
- Chiesa di Nostra Signora del Rosario e di San Rocco, in stile coloniale.

## Infrastrutture e trasporti
Pur essendo situata all'interno dei confini della provincia di Salta, Iruya è raggiungibile via carrabile solo dalla limitrofa Jujuy mediante la provinciale 13.